# آریال
آریال (انگلیسی: Arial) یک قلم دیجیتالی (فونت) از خانواده سنز-سریف است که در سال ۱۹۸۲ منتشر شده‌است.